# ورزشگاه رودز

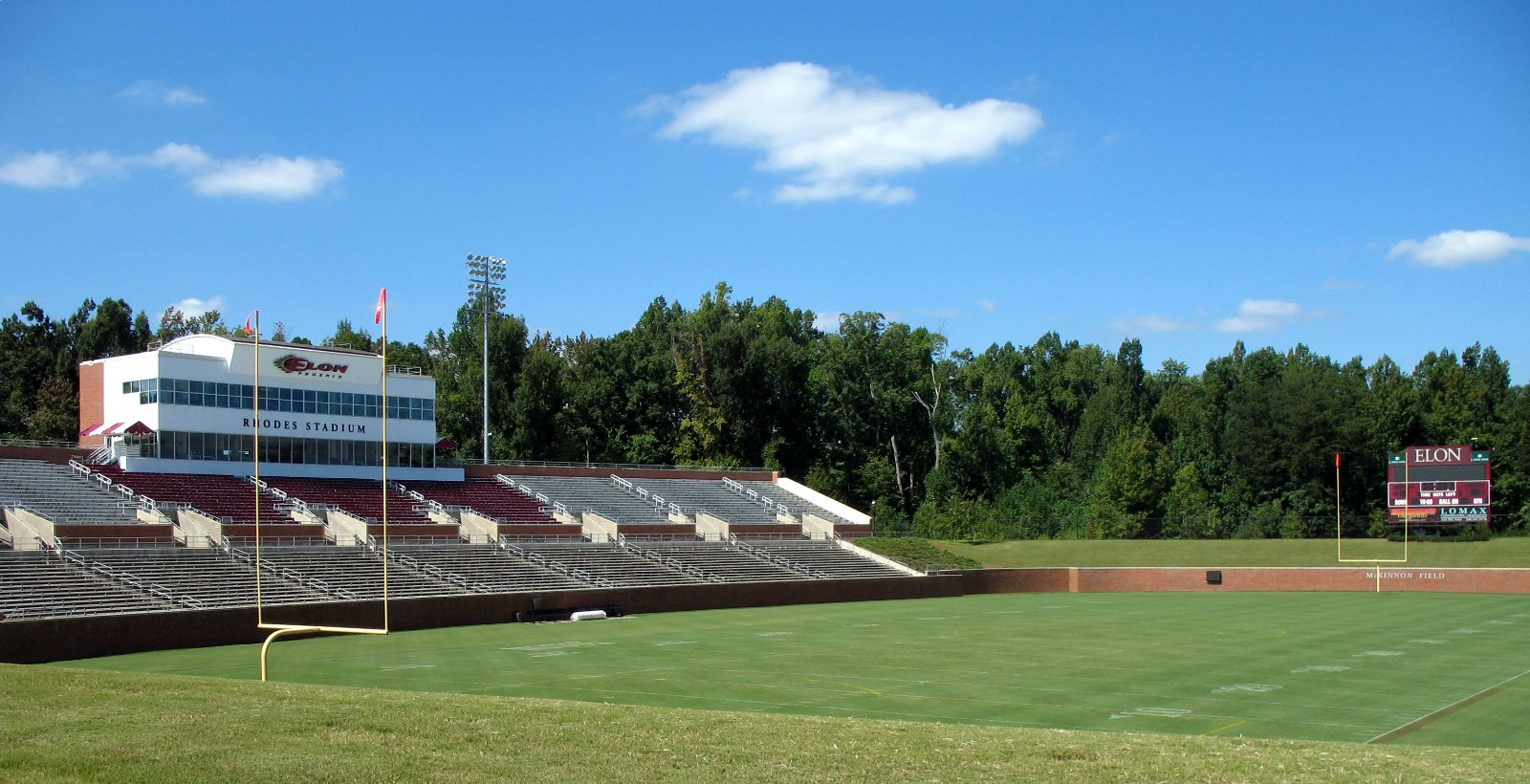

ورزشگاه رودز (به انگلیسی: Rhodes Stadium) با ظرفیت ۱۱٬۲۵۰ نفر در شهر الون ایالت کارولینای شمالی واقع شده‌استو دارای زمین چمن می‌باشد.
معمار بنا شرکت الربی بکت است.